# Zobowiązania długoterminowe
Zobowiązania długoterminowe – część zobowiązań jednostki, które są wymagalne po upływie 12 miesięcy od dnia bilansowego.
Zalicza się do nich m.in. długoterminowe kredyty i pożyczki, zobowiązania z tytułu emisji obligacji i leasingu.
Do zobowiązań długoterminowych nie zalicza się zobowiązań z tytułu dostaw i usług, zobowiązań wobec pracowników i innych, które wiążą się z normalnym cyklem operacyjnym.